# Francesco Erizzo
Francesco Erizzo (né à Venise le 18 février 1566, mort dans la même ville le 3 janvier 1646) est le 98e doge de Venise, élu le 10 avril 1631.
Élu par le bon vouloir de l'État, Francesco Erizzo réalise un dogat assez tranquille jusqu'en 1644, lorsque commence la vingtième guerre contre les Turcs pour le contrôle de Candie (la Crète).

## Biographie
Francesco Erizzo n'est pas issu d'une noble famille, les Erizzo originaire de l'Istrie se sont établis à Venise au XIIIe siècle. Il fait une grande carrière, plusieurs fois ambassadeur, auprès de l'empereur Ferdinand et du pape Urbain VIII, et général des armées vénitiennes. Il est aussi gouverneur de Zara et, à ce titre, il donne asile aux familles provenant d'Albanie et du Monténégro qui forme l'actuel emplacement hors des murs de la ville de Zadar et qui a pris le nom de bourg Erizzo (Arbanasi en croate)

### le dogat

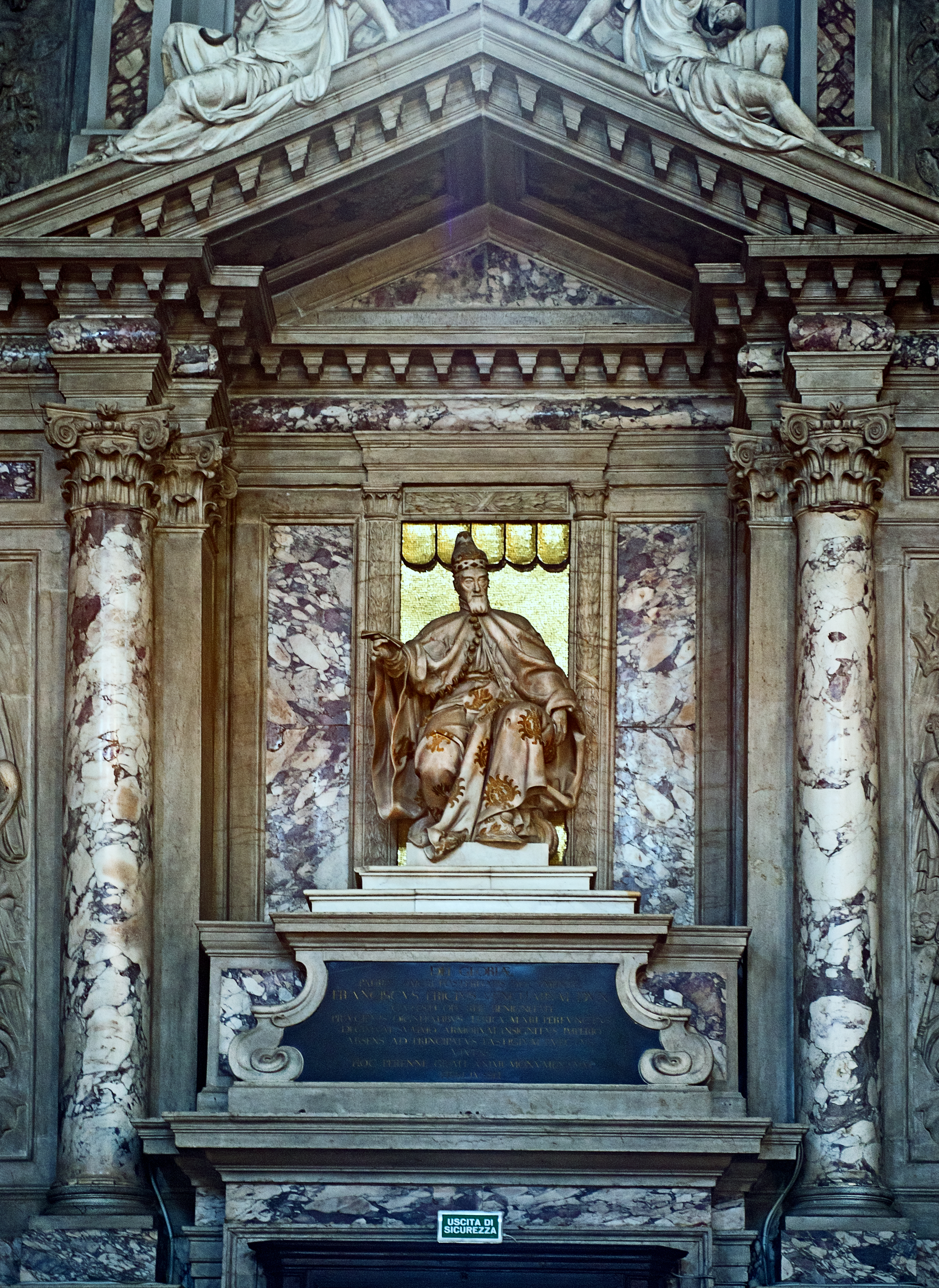
Tombeau du doge Francesco Erizzo.

La grande considération dont il bénéficie auprès de l'opinion publique le conduit à être élu le 10 avril 1631 au premier scrutin avec 40 voix sur 41. Bien qu'il soit un homme de grand prestige, il est accusé de tricheries électorales comme le soutient Rendina.
De grandes vagues de peste s'abattent durant son règne, tuant 45 000 personnes y compris son fils Andrea.
Il développe les jeux de hasards ainsi que les théâtres.
Les Barberini voulant enlever au duc de Parme, Édouard Farnèse, les duchés de Castro et de Ronciglione, ils font déclarer la guerre à ce prince par le pape Urbain VIII qui après d'inutiles efforts, est obligé de renoncer à son projet. Venise avec Florence, Modène prennent parti pour Farnèse. Après une grave défaite des troupes pontificales à la bataille de Lagoscuro, des négociations de paix auxquelles participe Mazarin conduisent à un traité de paix (1644). Venise réussit ainsi à résister à l'hégémonie de Rome.
Contre toute attente, en raison d'un coup d'État dans l'empire ottoman, la politique de paix envers Venise prend fin et une cruelle guerre reprend. Le conflit se propage à la Dalmatie et aux Dardanelles. Au cours de l'été 1645 la flotte turque est ancrée dans la baie en face de la forteresse de Candie (Crète). Le sénat confie à Erizzo l'opération de contre offensive, pressé par le conseil des Dix, il accepte la charge. Il équipe une flotte pour délivrer Candie assiégée par les Turcs, mais fatigué par tous ces préparatifs il meurt au moment du départ le 3 janvier 1646 sans avoir pu aider Venise.
Erizzo est enterré dans l'église de San Martino de Castello, alors que son cœur se trouve dans la basilique Saint-Marc de Venise.

## Armoiries

Armoiries de la famille Erizzo.

## Sources
- (it) Cet article est partiellement ou en totalité issu de l’article de Wikipédia en italien intitulé « Francesco Erizzo » (voir la liste des auteurs).

- (de) Cet article est partiellement ou en totalité issu de l’article de Wikipédia en allemand intitulé « Francesco Erizzo » (voir la liste des auteurs).